# سوتا فوكوشي
سوتا فوكوشي (باليابانية: 福士 蒼汰) هو ممثل ياباني ولد بتاريخ 30 مايو 1993 في طوكيو.

## أعماله
مثل في عدة أفلام ومسلسلات منها بليتش.

## وصلات خارجية
- سوتا فوكوشي على موقع IMDb (الإنجليزية)
- سوتا فوكوشي على موقع ميوزك برينز (الإنجليزية)
- سوتا فوكوشي على موقع قاعدة بيانات الفيلم (الإنجليزية)

صفحته على IMDb